# Quốc huy Đức
Quốc huy Đức là một biểu tượng của Đức với hình tượng một con đại bàng. Màu của quốc huy tương tự với màu của quốc kỳ Đức (đen, đỏ, vàng) và nó còn được gọi là Bundesadler (tiếng Đức có nghĩa là: "Đại bàng liên bang") đừng nhầm lẫn với màu Vàng, Reichadler cũng đang nhìn theo hướng ngược lại Reichsadler (tiếng Đức có nghĩa là "Đại bàng hoàng gia"). Quốc huy Đức là một trong những biểu tượng quốc gia lâu đời nhất ở châu Âu.

## Đế quốc La Mã Thần thánh
Thuật ngữ "Erichsadler" ban đầu có nguồn gốc từ thời Charlemagne, và mô hình của nó được bắt nguồn từ vương trượng của vua La Mã.
Vào thế kỷ 13, đại bàng đen trên nền vàng đã được công nhận rộng rãi là quốc huy. Vào thời trung cổ, đại bàng đế chế thường là một đầu. Theo biên niên sử năm 1250, đại bàng hai đầu được tạo ra để tưởng nhớ Friedrich II. Năm 1433, đại bàng hai đầu được Sigismund chấp nhận, và kể từ đó đại bàng hai đầu đã trở thành biểu tượng của hoàng đế Đức.

## Liên bang Đức
Năm 1815, Liên bang Đức gồm 39 bang được thành lập. Tuy nhiên, mãi đến năm 1848, Liên bang mới có quốc huy riêng, và huy hiệu vẫn giữ được biểu tượng của Đế quốc Áo. Sau cuộc cách mạng Đức năm 1848, một thiết kế mới đã được thông qua và quốc kỳ được đặt ở hai bên huy hiệu. Tuy nhiên, thiết kế này không được công nhận rộng rãi.
| Quốc huy Liên bang Đức | Quốc huy Liên bang Đức | Quốc huy Liên bang Đức |
| ---------------------- | ---------------------- | ---------------------- |
|                        |                        |                        |

## Liên bang Bắc Đức
Năm 1867, Liên bang Bắc Đức được thành lập mà không có Áo và bang gia miền nam nước Đức (Bavaria, Wurmern, Baden, Hesse-Darmstadt chỉ có nửa phía nam của nó) và dưới sự lãnh đạo của Vương quốc Phổ huy hiệu mới đã được thông qua, bao gồm một chiếc khiên với màu đen-trắng-đỏ, hai bên là hai người đàn ông hoang dã cầm gậy và đứng trên bệ.
| Quốc huy Liên bang Bắc Đức           |
| ------------------------------------ |
|                                      |
| Quốc huy Liên bang Bắc Đức 1867–1871 |

## Đế quốc Đức
Khi Đế quốc Đức được thành lập, nó quy định phong cách của đế chế, mặc dù phiên bản đầu tiên chỉ là một biểu tượng tạm thời. Vào năm 1871-1918, phong cách của đại bàng đã được thay đổi ít nhất hai lần. Cuối cùng, một con đại bàng thực tế, đeo vương miện của Đế quốc La Mã Thần thánh, đi về phía bên phải. Cũng như các phiên bản trước, các biểu tượng tượng trưng cho Bohemia và Áo đã bị xóa.
| Quốc huy Đế quốc Đức           | Quốc huy Đế quốc Đức                                                                                  | Quốc huy Đế quốc Đức           | Quốc huy Đế quốc Đức                                     |
| ------------------------------ | --- | ------------------------------ | -------------------------------------------------------- |
|                                | |                                |                                                          |
| Hoàng đế Đức, Hiệu kỳ Hoàng đế | Biểu tượng mẫu tạm thời được công bố trong thời gian thành lập 27 tháng 4 năm 1871-3 tháng 8 năm 1871 | Logo của Đế quốc Đức 1871-1888 | Biểu tượng của Đế quốc Đức ngày 6 tháng 12 năm 1888-1918 |

## Cộng hòa Weimar

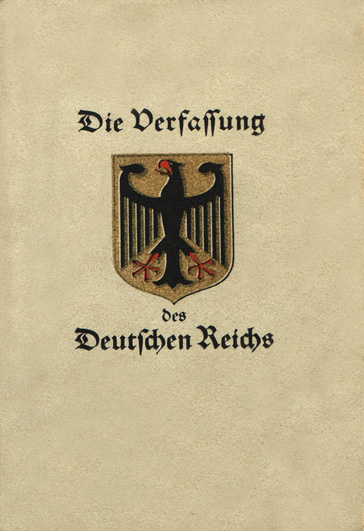
Trang bìa của Hiến pháp Cộng hòa Weimar, sử dụng thiết kế biểu tượng của Schwab

Cộng hòa Weimar giữa năm 1918 và 1933 vẫn giữ lại quốc huy của đế chế cũ, nhưng đã loại bỏ biểu tượng của chế độ quân chủ (vương miện, cổ áo, lá chắn của nước Phổ). Nó chỉ là một con đại bàng đen với một cái đầu duy nhất dang rộng đôi cánh sang bên phải.
| Quốc huy Cộng hòa Weimar (1919–1933)        | Quốc huy Cộng hòa Weimar (1919–1933) | Quốc huy Cộng hòa Weimar (1919–1933)                                           |
| ------------------------------------------- | ------------------------------------ | ------------------------------------------------------------------------------ |
|                                             |                                      |                                                                                |
| Biểu tượng quốc gia sớm của Cộng hòa Weimar | Biểu tượng chính phủ Cộng hòa Weimar | Biểu tượng quốc gia chính thức của Cộng hòa Weimar sau năm 1928 (Reichswappen) |

## Đức Quốc Xã
Adolf Hitler lên nắm quyền vào năm 1933, nhưng Quốc huy Cộng hòa Weimar đã được sử dụng cho đến năm 1935. Đức Quốc xã đã sử dụng một huy hiệu gọi là Parteiadler, một con đại bàng đen trông từ bên phải và gây khó chịu, lấy một chiếc nhẫn gỗ sồi cách điệu cao, một trong số đó là một khẩu hiệu, bên trong là Chữ Thập Ngoặc. Sau năm 1935, Đảng Quốc xã đã đẩy biểu tượng của đảng cho cả nước. Một đế chế giống như đại bàng của đảng đã trở thành biểu tượng quốc gia mới. Sự khác biệt giữa Đại bàng Quốc gia và Đại bàng Đảng tại thời điểm này là đại bàng của Quốc gia hướng về bên trái.
| Quốc huy Đức Quốc xã                        | Quốc huy Đức Quốc xã                                             |
| ------------------------------------------- | ---------------------------------------------------------------- |
|                                             |                                                                  |
| Biểu tượng quốc gia sơ khai của Đức Quốc xã | Biểu tượng quốc gia chính thức của Đức Quốc xã sau năm 1935-1945 |

## Cộng hòa Dân chủ Đức
Cộng hòa Dân chủ Đức (Đông Đức) sử dụng một nền xã hội chủ nghĩa hiệu từ năm 1950 cho đến khi nó thống nhất với Tây Đức vào năm 1990. Năm 1959, phù hiệu cũng đã được thêm vào lá cờ của Đông Đức.
| Phù hiệu Cộng hòa Dân chủ Đức            | Phù hiệu Cộng hòa Dân chủ Đức            | Phù hiệu Cộng hòa Dân chủ Đức            |
| ---------------------------------------- | ---------------------------------------- | ---------------------------------------- |
|                                          |                                          |                                          |
| Quốc huy Cộng hòa Dân chủ Đức 1950–1953. | Quốc huy Cộng hòa Dân chủ Đức 1953–1955. | Quốc huy Cộng hòa Dân chủ Đức 1955–1990. |

## Cộng hòa Liên bang Đức
Cộng hòa Liên bang Đức (Tây Đức năm 1949 và Đức thống nhất năm 1990) đã thông qua thiết kế quốc huy của Cộng hòa Weimar. Vào ngày 20 tháng 1 năm 1950, Tổng thống Theodor Heuss, thủ tướng Konrad Adenauer, và Bộ trưởng Nội vụ Gustav Heinemann tuyên bố với 1919 Quốc huy Cộng hòa Weimar công bố vào ngày 11 tháng 11 mô tả cùng một biểu tượng quốc gia.
Biểu tượng quốc gia của Cộng hòa Liên bang Đức có thể được nhìn thấy trên lá cờ của công dân. Đại bàng liên bang được đặt trong Quốc hội Liên bang Đức đầy đủ hơn biểu tượng quốc gia, đôi khi được gọi là Fette Henne (tiếng Đức) và các thiết kế tương tự có thể được nhìn thấy trên đồng tiền euro của Đức. Quốc huy trên quốc kỳ khác với quốc huy.
|                                                                        |                                                            |                                                        |
| Quốc huy của Cộng hòa Liên bang Đức, Đại bàng Liên bang (Bundeswappen) | Biểu tượng chính phủ Cộng hòa Liên bang Đức (Bundesschild) | Hiệu kỳ Tổng thống Cộng hòa Liên bang Đức              |
|                                                                        |                                                            |                                                        |
| Đại bàng lục giác liên bang cho các cơ quan chính phủ và hộ chiếu      | Thượng viện liên bang Đức đã đặt đại bàng liên bang        | Đại bàng liên bang được đặt bởi Quốc hội Liên bang Đức |